# Венская почтовая марка
«Венская почтовая марка» (эст. Viini postmark) — советский фильм 1967 года снятый на киностудии «Таллинфильм» режиссёром Вельё Кяспером по одноимённой пьесе Арди Лийвеса.

## Сюжет
Мартин Ролль, мастер на фабрике ящичной тары и страстный филателист, очень тихий, привыкший со всем мириться и не перечить дома — жене, на работе — начальству… Положение дел как на работе на коробчатой фабрике, так и дома его действительно беспокоит, но он ничего не предпринимает чтобы что-то изменить, и только копается в своей коллекции марок. Его фронтовой друг Тынис Уппи, помнящий каким отважным солдатом был Мартин на войне, удивляется этому. Горькая правда, которую Мартин слышит от друга, заставляет его заключить с ним пари на его величайшее сокровище — уникальную венскую почтовую марку: в течение дня Мартин не будет мириться с тем, что его не устраивает и будет говорить то, что он думает. Этот день правды Мартина кардинально переворачивает все заведенные порядки и дома и а работе, заставляя и его самого пересмотреть многое в жизни — и своей, и своей семьи.

## В ролях
- Юри Ярвет — Мартин Ролль
- Херта Эльвисте — Элма Ролль
- Инес Ару — Улви Ролль, дочь Мартина
- Владислав Коржетс — Юку Ролль, сын Мартина
- Альфред Ребане — Тонис Юппи
- Флёр Тоомла — Ипп Юппи
- Пауль Руубель — Салурэнд, директор фабрики
- Эйнари Коппель — Саулюс
- Эрвин Абел — Таску
- Лейда Раммо — Клара Кукк
- Линда Тубин — Анна
- Мати Клоорен — репортёр
- Карл Калкун — милиционер
- Андрес Сярев — хозяин дома
- Антс Йыги — пожилой рабочий
- Рейн Вахаро — пожилой рабочий